# Високопродуктивне насадження сосни (Дахнівське лісництво)
Високопродуктивне насадження сосни — ботанічна пам'ятка природи місцевого значення.
Об'єкт розташований на території Черкаського району Черкаської області, квартал 116 виділи 1, 20, 21, 22 Дахнівського лісництва, поблизу с. Руська Поляна.
Площа — 32 га, статус отриманий у 1983 році.

## Галерея

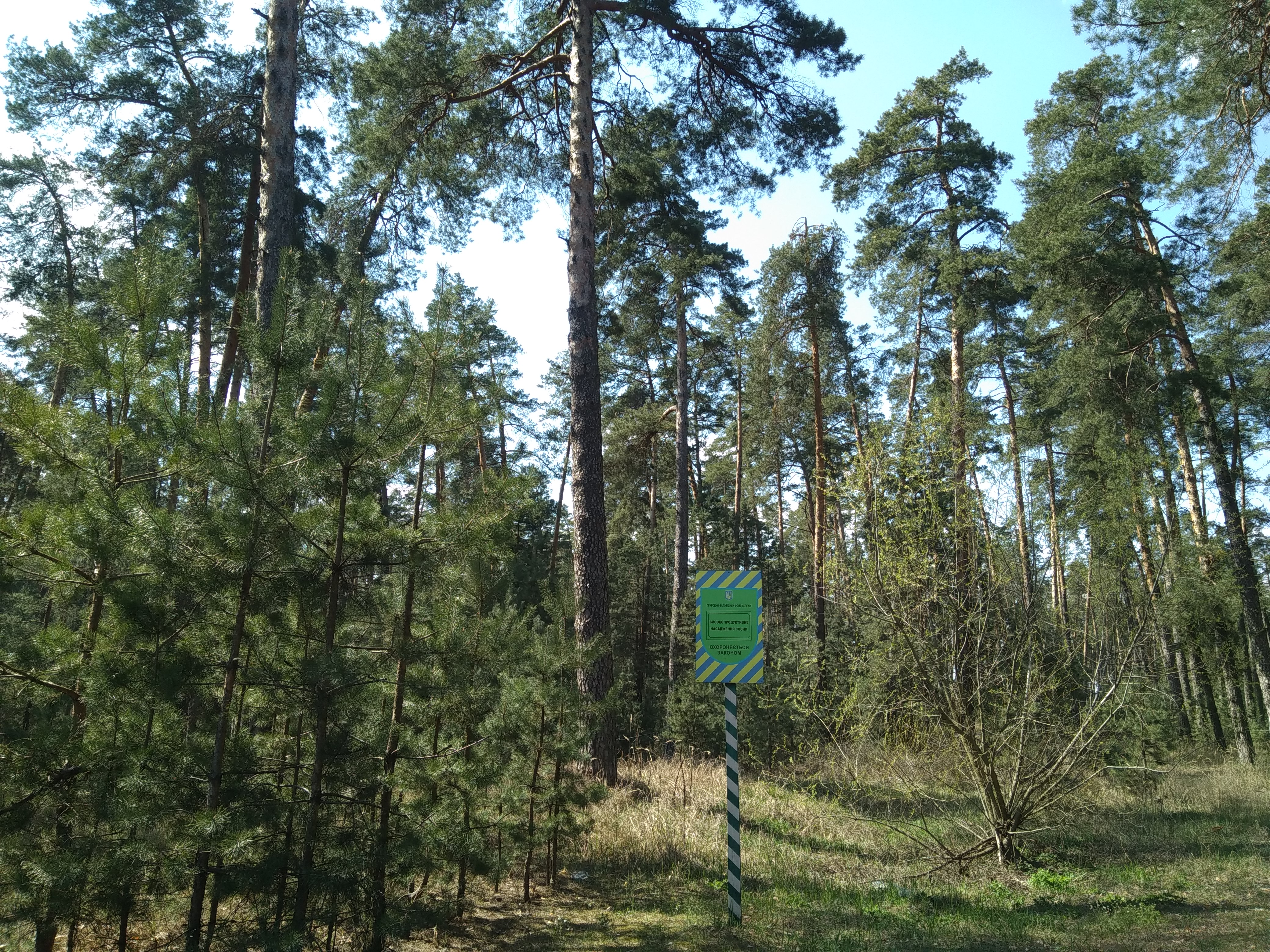